# Momčilo Gavrić
Momčilo Gavrić, soprannominato Gabbo (Signo, 4 agosto 1938 – San Jose, 13 marzo 2010), è stato un allenatore di calcio, calciatore e giocatore di football americano jugoslavo.
Nativo di Sinj, dopo aver giocato a calcio in patria, si trasferisce negli Stati Uniti d'America, in cui oltre a militare ed allenare in club locali, si dedicò anche al football americano.
Muore a San Jose, California, nel 2010 a causa di complicazioni dovute alla malattia di Parkinson della quale era affetto.
Il 20 maggio 2013 è stato inserito nella Hall of Fame del San Jose Earthquakes.

## Carriera

### Calciatore
Iniziò la carriera agonistica nel club della sua città natale, il Junak Sinj, per poi passare nel 1959 al club capitolino dell'OFK Belgrado, con cui nella prima stagione di militanza, la 1959-1960, ottiene il settimo posto finale. L'anno dopo ottiene il sesto posto, identico risultato ottenuto nella stagione 1961-1962, anno in cui si aggiudica la Kup Maršala Tita 1961-1962, sconfiggendo in finale lo Spartak Subotica.
Nella Prva Liga 1962-1963 Gavrić con i suoi ottiene il quinto posto finale, mentre nella Coppa delle Coppe 1962-1963 raggiunge le semifinali, venendo eliminato dai futuri campioni del Tottenham. Nella stagione 1963-1964 ottiene il secondo posto finale, a pari merito con il Dinamo Zagabria, a tre punti dai campioni dello Stella Rossa. La stagione 1964-1965 è chiusa al decimo posto finale, mentre il cammino nella Coppa delle Fiere 1964-1965 termina al primo turno.
Nella stagione 1965-1966 ottiene il sesto posto finale e vince la seconda coppa di Jugoslavia. Nel marzo 1967 lascia l'OFK, dopo esser stato eliminato al primo turno nella Coppa delle Coppe 1966-1967, per trasferirsi negli Stati Uniti d'America.
Chiamato dal connazionale Ivan Toplak, allenatore degli Oakland Clippers, gioca nella neonata NPSL che si aggiudica.
L'anno dopo, sempre in forza ai Clippers, Gavrić disputa la prima edizione della NASL, chiusa al secondo posto della Pacific Division. Nel 1969 con il suo club, ridenominato California Clippers, partecipa solo ad alcune amichevoli.
Dopo aver tentato l'avventura nel football americano, Gavrić passa al Greek-American A.C..
Nel 1971 ritorna a giocare nella NASL con i Dallas Tornado. Con i Tornado vinse la North American Soccer League 1971. Nelle vittoriose finali del 1971 giocò per i Tornado tutte e tre sfide contro i georgiani dell'Atlanta Chiefs.
Chiusa l'esperienza con i Tornado ritorna a giocare in alcuni club minori della baia di San Francisco con cui disputa alcuni tornei locali.
Nel 1974 Toplak lo vuole nuovamente con sé quando diviene l'allenatore dei neonati San Jose Earthquakes.
Nel corso della prima stagione con gli Earthquakes, la NASL 1974, Gavrić sostituì sulla panchina Toplak quando egli dovette tornare per un periodo in Yugoslavia, raggiungendo i quarti di finale per l'assegnazione del titolo. L'anno dopo ottenne il quinto posto della Pacific Division.  Nella NASL 1976 diviene allenatore giocatore degli Earthquakes, con cui raggiunge le semifinali del torneo. Al termine della stagione si ritirerà dal calcio giocato. Con gli Earthquakes vinse anche la stagione NASL indoor 1975.

### Allenatore di calcio
Ritiratosi definitivamente dal calcio giocato al termine della stagione 1976. Nella North American Soccer League 1977 raggiunse con gli Earthquakes i turni di spareggio per l'assegnazione del titolo. L'anno dopo fu sollevato a stagione in corso dall'incarico, venendo sostituito dal suo collaboratore Terry Fisher.
Gavrić, terminata l'esperienza ai Earthquakes, continuò ad allenare vari club della baia di San Francisco.

### Giocatore di football
Nel 1969, terminata l'esperienza con i Clippers, Gavrić venne ingaggiato dai San Francisco 49ers, franchigia militante nella National Football League. Con i 49ers chiuse la National Football League 1969 al quarto ed ultimo posto della NFC Coastal.

## Palmarès

### Calcio
- Coppa di Jugoslavia: 2

OFK Belgrado: 1962, 1966
- NPSL I: 1

Oakland Clippers: 1967
- North American Soccer League: 1

Dallas Tornado: 1971

### Indoor soccer
- NASL Indoor: 1

San Jose Earthquakes: 1975.